# Фрейтаг, Генрих Вильгельм фон
Генрих Вильгельм фон Фрейтаг (нем. Heinrich Wilhelm von Freytag; 17 марта 1720, Эсторф — 2 января 1798, Ганновер) — ганноверский военачальник, фельдмаршал, который в сражениях Семилетней войны стяжал себе славу решительного и смелого полководца, однако на начальном этапе Революционных войн потерпел от французов серию поражений.

## Биография
Происходил из старинного немецкого баронского рода Фрейтаг фон Лорингофен. В 1737 году, в возрасте 17 лет, поступил на военную службу. Участник войны за австрийское наследство, получил чин капитан-лейтенанта за отвагу в битве при Фонтенуа.
Во время Семилетней войны, когда британцы всерьёз опасались вторжения в Британию французов, из союзного Ганновера в Великобританию был прислан вспомогательный корпус, в составе которого находился фон Фрейтаг.
Позже, когда стало ясно, что основным театром военных действий Семилетней войны стала Германия, в Ганновере решили развернуть против пруссаков и французов так называемую Малую войну, и сформировали летучий корпус (корволант), куда был назначен майор Фрейтаг. Поскольку официальный начальник корпуса граф фон дер Шуленбург постоянно отсутствовал на месте, фон Фрейтаг замещал его, и в 1760 году был официально назначен командиром.
Со своим летучим отрядом Фрейтаг находился под командованием герцога Фердинанда Брауншвейгского, сражался в Вестфалии, Гессене и Ганновере, участвовал в битве при Миндене. Первоначально отряд Фрейтага состоял только из четырёх небольших команд, двух пехотных и двух кавалерийских. Однако в конечном итоге его численность более чем удвоилась, и составила 8 команд общей численность 2 497 человек. Летучий отряд Фрейтага блестяще зарекомендовал себя на театре военных действий и вписал впечатляющую страницу в историю ганноверской армии. После войны летучий корпус Фрейтага был переформирован в два полка лёгких драгун.
В 1765 году фон Фрейтаг был назначен генерал-адъютантом английского короля, который одновременно являлся курфюрстом Ганновера. В постоянных поездках между Ганновером и Лондоном он провел около 12 лет, вплоть до 1783 года.
В 1792 году, с началом войны против революционной Франции, фон Фрейтаг, как один из наиболее уважаемых ганноверских военачальников, был произведён в фельдмаршалы и назначен главнокомандующим армией Ганновера. Под командованием Фрейтага армия из 15 000 человек вступила во Фландрию, и вошла в контакт с британской армией герцога Йорского, причем отношения между двумя командующими были достаточно сложными.
В то время как герцог осаждал Дюнкерк, фон Фрейтаг командовал Обсервационным корпусом, состоявшим из войск из Ганновера, Великобритании, Австрии и Гессена, который должен был прикрывать осадную армию. Первоначально действия фон Фрейтага были успешны, однако затем против него выступил республиканский генерал Жан-Николя Ушар. С 5 по 8 сентября 1792 года Ушар разбил Фрейтага при Арнеке, при Рекспоеде и в битве при Ондскоте, что оставило армию герцога Йоркского без прикрытия, и заставило англичан распрощаться с желанием захватить Дюнкерк. Во время ночного отступления после сражения при Рекспоеде (в ночь с 6 на 7 сентября 1792 года) Фрейтаг был ранен и захвачен в плен, однако солдаты генерал фон дер Буссе отбили его у французов уже в ту же ночь. Тем не менее, раненый и расстроенный фон Фрейтаг сдал командование будущему фельдмаршалу графу Вальмодену и выехал в Ганновер, где возглавил тыловые войска.
К боевому командованию фон Фрейтаг после этого не возвращался. Несколько лет спустя он скончался в Ганновере и был похоронен в городе Ландсберген на Везере.
Его талантливый противник, генерал Ушар был позднее казнён якобинцами по ложному обвинению, что лишило армию одного из лучших её командиров.